# Thánh George
Thánh Giêôgiô (tiếng Hy Lạp: Γεώργιος Georgios; tiếng Syriac cổ điển: ܓܝܘܪܓܝܣ Giwargis; tiếng Latinh: Georgius; khoảng năm 275/281 - 23 tháng 4 năm 303), theo truyền thống, là một người lính La Mã từ Syria Palaestina và là lính trong đội cảnh vệ của Hoàng đế Diocletianus. Ông được tôn kính như một vị tử vì đạo Kitô giáo. Trong Hạnh thánh học, Thánh Giêôgiô là một trong những vị Thánh được sùng kính nhất trong Công giáo Rôma, Anh giáo, Chính thống giáo Đông phương và Chính thống giáo Cổ Đông phương. Ông được bất tử hóa trong câu chuyện Thánh George và con rồng và là một trong 14 vị Thánh trợ giúp chống lại các loại bệnh tật. Lễ kính của ông được cử hành vào ngày 23 tháng 4 (cách dễ nhớ là 23/4) ông được coi là một trong những vị Thánh quân sự nổi bật nhất.
Có rất nhiều xứ thuộc sự bảo trợ của Thánh Giêôgiô trên thế giới, bao gồm: Gruzia, Anh, Ai Cập, Bulgaria, Aragon, Catalonia, Rumani, Ethiopia, Hy Lạp, Ấn Độ, Iraq, Litva, Palestine, Bồ Đào Nha, Serbia, Ukraina và Nga, cũng như các thành phố Genoa, Amersfoort, Beirut, Fakiha, Bteghrine, Cáceres, Ferrara, Freiburg, Kumanovo, Ljubljana, Pomorie, Preston, Qormi, Rio de Janeiro, Lod, Lviv, Barcelona, Moskva, Tamworth và đảo Malta Gozo, cũng như nhiều nghề nghiệp, tổ chức hay các bệnh nhân.